# All Star Perche 2022
Navigation
Édition 2021 Édition 2023
La septième édition du meeting All Star Perche, compétition d'athlétisme en salle de saut à la perche, est prévue le 19 février 2022 à Clermont-Ferrand, en France. Considérée comme la compétition la plus prestigieuse de saut à la perche au monde, la réunion accueille les meilleurs athlètes mondiaux de la discipline.
La compétition est remportée chez les hommes par Menno Vloon avec une meilleure performance à 5,87 m. Anzhelika Sidorova s'adjuge le concours féminin en établissant la meilleure performance mondiale de l'année et un nouveau record du meeting à 4,87 m,. 

## Déroulement
La compétition se déroule le 19 février 2022 à 20 heures 30, heure locale.

## Résultats
| Rang               | Nom                 | Nationalité | 5,41 m | 5,51 m | 5,61 m | 5,71 m | 5,81 m | 5,87 m | 6,00 m | Marque | Notes |
| ------------------ | ------------------- | ----------- | ------ | ------ | ------ | ------ | ------ | ------ | ------ | ------ | ----- |
| Médaille d'or      | Menno Vloon         | Pays-Bas    |        | XO     | O      | XO     | XXO    | XXO    | XXX    | 5,87 m | SB    |
| Médaille d'argent  | Emmanouíl Karalís   | Grèce       |        | O      | -      | XO     | O      | XXX    |        | 5,81 m | =PB   |
| Médaille de bronze | Kurtis Marschall    | Australie   |        | O      | O      | XO     | XXX    |        |        | 5,71 m | =SB   |
| Médaille de bronze | Ethan Cormont       | France      |        | O      | -      | XO     | XXX    |        |        | 5,71 m |       |
| Médaille de bronze | Mathieu Collet      | France      | O      | O      | O      | XO     | XXX    |        |        | 5,71 m | SB    |
| 6                  | Alioune Sene        | France      | XO     | -      | O      | XXX    |        |        |        | 5,61 m |       |
| 7                  | Thibaut Collet      | France      | O      | O      | XXO    | XXX    |        |        |        | 5,61 m |       |
| 8                  | Valentin Lavillenie | France      |        | XO     | -      | XXX    |        |        |        | 5,51 m |       |
| 8                  | Renaud Lavillenie   | France      |        | XO     | -      | XXX    |        |        |        | 5,51 m |       |
| 8                  | Baptiste Thiery     | France      | XXO    | XXX    |        |        |        |        |        | 5,41 m |       |

| Rang               | Nom                | Nationalité | 4,30 m | 4,45 m | 4,55 m | 4,65 m | 4,75 m | 4,81 m | 4,87 m | 5,00 m | Marque | Notes       |
| ------------------ | ------------------ | ----------- | ------ | ------ | ------ | ------ | ------ | ------ | ------ | ------ | ------ | ----------- |
| Médaille d'or      | Anzhelika Sidorova | Russie      |        |        | O      | O      | O      | XO     | XXO    | XX-    | 4,87 m | SB, MR, MPM |
| Médaille d'argent  | Polina Knoroz      | Russie      | O      | XXO    | O      | XXO    | XO     | O      | XXX    |        | 4,81 m | PB          |
| Médaille de bronze | Tina Šutej         | Slovénie    |        | XO     | O      | O      | XO     | XXX    |        |        | 4,75 m | NR          |
| 4                  | Iryna Zhuk         | Biélorussie |        | O      | XXX    |        |        |        |        |        | 4,45 m |             |
| 4                  | Angelica Moser     | Suisse      |        | O      | XXX    |        |        |        |        |        | 4,45 m |             |
| 4                  | Elina Giallurachis | France      | O      | O      | XXX    |        |        |        |        |        | 4,45 m | PB          |
| 4                  | Ninon Chapelle     | France      | O      | O      | XXX    |        |        |        |        |        | 4,45 m | SB          |
| 8                  | Margot Chevrier    | France      | XO     | XXO    | XXX    |        |        |        |        |        | 4,45 m | SB          |
| -                  | Katie Nageotte     | États-Unis  |        |        |        |        |        |        |        |        | DNS    |             |